# Mistrzostwa Europy w Lekkoatletyce 1946 – bieg na 400 m przez płotki mężczyzn

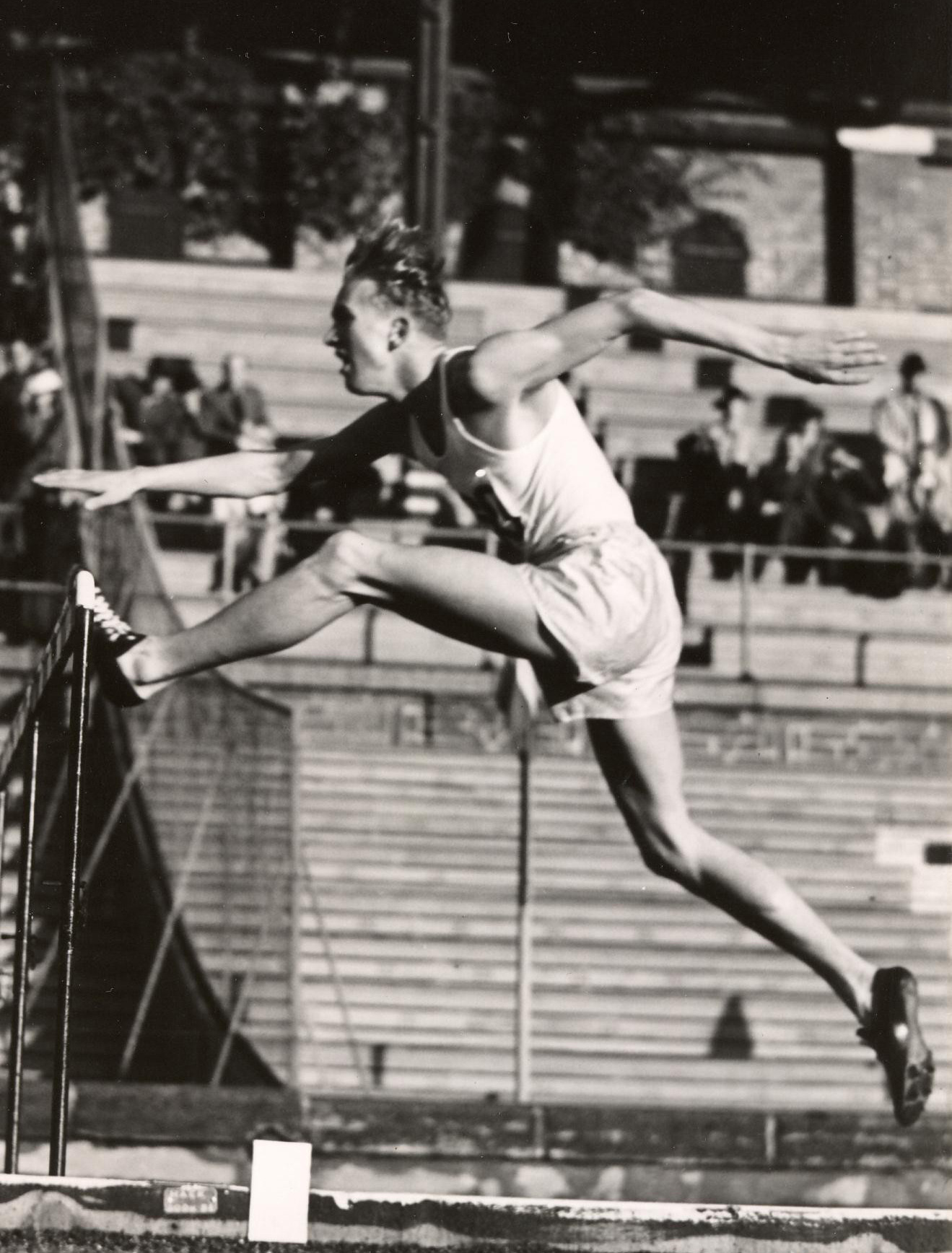
Sixten Larsson

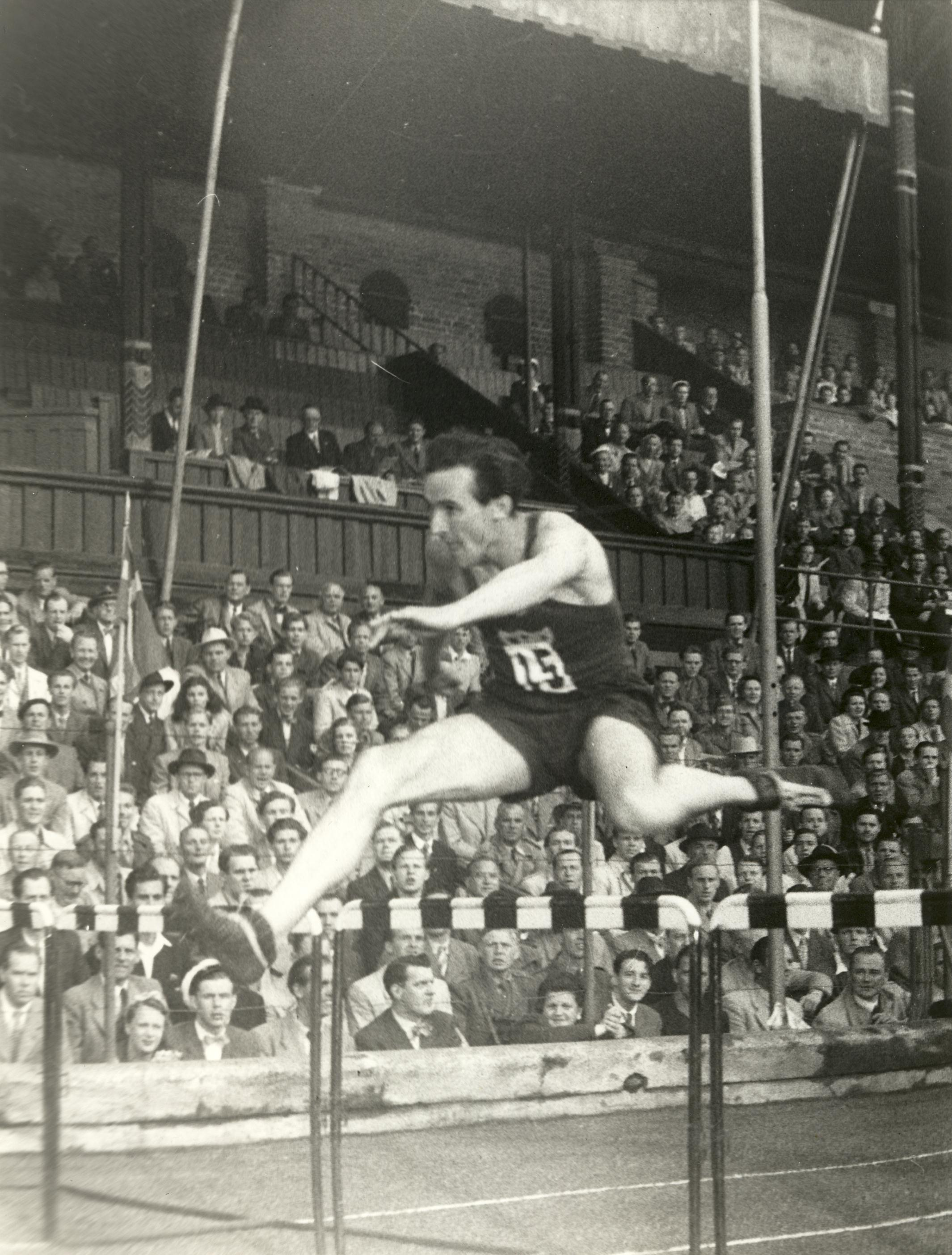
Rune Larsson

Bieg na dystansie 400 metrów przez płotki mężczyzn był jedną z konkurencji rozgrywanych podczas III Mistrzostw Europy w Oslo. Biegi eliminacyjne zostały rozegrane 22 sierpnia, a bieg finałowy 24 sierpnia 1946 roku. Zwycięzcą tej konkurencji został Fin Bertel Storskrubb. W rywalizacji wzięło udział dziesięciu zawodników z siedmiu reprezentacji.

## Rekordy
| Rekord świata     | Glenn Hardin (USA)              | 50,6 | Sztokholm, Szwecja | 26.07.1934 |
| Rekord Europy     | Friedrich-Wilhelm Hölling (DEU) | 51,6 | Berlin, Niemcy     | 09.07.1939 |
| Rekord mistrzostw | Prudent Joye (FRA)              | 53,1 | Paryż, Francja     | 04.09.1938 |

## Wyniki

### Eliminacje
Bieg 1
| Miejsce | Zawodnik          | Czas   | Uwagi |
| ------- | ----------------- | ------ | ----- |
| 1       | Yves Cros         | 54,7   | Q     |
| 2       | Rune Larsson      | 55,8   | Q     |
| 3       | Werner Christen   | 57,7   | Q     |
| 4       | Vlastimil Holeček | 58,4   |       |
| 5       | Ole Dorph-Jensen  | 1:02,7 |       |

Bieg 2
| Miejsce | Zawodnik          | Czas | Uwagi |
| ------- | ----------------- | ---- | ----- |
| 1       | Bertel Storskrubb | 54,2 | Q     |
| 2       | Sixten Larsson    | 54,8 | Q     |
| 3       | Ronald Ede        | 55,3 | Q     |
| 4       | Jacques Maloubier | 55,3 |       |
| 5       | Werner Rugel      | 55,5 |       |

### Finał
| Miejsce | Zawodnik          | Czas | Uwagi |
| ------- | ----------------- | ---- | ----- |
| 1       | Bertel Storskrubb | 52,2 | CR    |
| 2       | Sixten Larsson    | 52,4 | NR    |
| 3       | Rune Larsson      | 52,5 |       |
| 4       | Yves Cros         | 52,6 | NR    |
| 5       | Werner Christen   | 55,4 |       |
| 6       | Ronald Ede        | 56,5 |       |